# Polo als Jocs Olímpics d'estiu de 1924
Als Jocs Olímpics de 1924 celebrats a la ciutat de París (França) es disputà una prova de polo en categoria masculina. Després del seu retorn al programa oficial dels Jocs en els Jocs Olímpics de 1920 d'Anvers (Bèlgica), en finalitzar la participació d'aquest esport en aquests Jocs deixà novament de disputar-se (exceptuant la seva aparició en els Jocs Olímpics de 1936 de Múnic) i de ser considerat un esport olímpic.

## Nacions participants
Hi participaren 24 jugadors de 5 nacions diferents:
- Argentina (5): Arturo Kenny, Juan Miles, Guillermo Naylor, Juan Nelson, Enrique Padilla
- Espanya (6): Álvaro de Figueroa, Luis de Figueroa, Rafael Fernández, Hernando Fitz-James, Leopoldo Sáinz, Justo San Miguel
- França (5): Pierre de Chapelle, Hubert de Monbrison, Charles de Polignac, Jules Macaire, Jean Pastré
- Estats Units (4): Elmer Boeseke, Tommy Hitchcock, Jr., Frederick Roe, Rodman Wanamaker
- Regne Unit (4): Frederick Barrett, Dennis Bingham, Fred Guest, Kinnear Wise

## Resum de medalles
| Prova        | Or                                                                                    | Argent                                                                         | Bronze                                                                   |
| Polo masculí | ArgentinaArturo Kenny · Juan Miles · Guillermo Naylor · Juan Nelson · Enrique Padilla | Estats UnitsElmer Boeseke · Tommy Hitchcock · Frederick Roe · Rodman Wanamaker | Regne UnitFrederick Barrett · Dennis Bingham · Fred Guest · Kinnear Wise |

## Resultats
| Pos. | Equip        | ARG  | USA  | GBR  | ESP  | FRA  |   | Victòries | Derrotes | Punts Favor | Punts en contra |
| 1    | Argentina    |      | 6–5  | 9–5  | 16–2 | 15–2 | 4 | 0         | 46       | 14          |                 |
| 2    | Estats Units | 5–6  |      | 10–2 | 15–2 | 13–1 | 3 | 1         | 43       | 11          |                 |
| 3    | Regne Unit   | 5–9  | 2–10 |      | 10–3 | 16–2 | 2 | 2         | 33       | 24          |                 |
| 4    | Espanya      | 2–16 | 2–15 | 3–10 |      | 15–1 | 1 | 3         | 22       | 42          |                 |
| 5    | França       | 2–15 | 1–13 | 2–16 | 1–15 |      | 0 | 4         | 6        | 59          |                 |

## Medaller
| Posició | País         | Or | Argent | Bronze | Total |
| 1       | Argentina    | 1  | 0      | 0      | 1     |
| 2       | Estats Units | 0  | 1      | 0      | 1     |
| 3       | Regne Unit   | 0  | 0      | 1      | 1     |